# قرية أم الأجراس
قرية أم الأجراس؛ هي قرية تاريخية تتبع محافظة القريات من منطقة الجوف شمال المملكة العربية السعودية.

## الموقع
تقع القرية غرب العقيلة وبجوارها جبل يطلق عليه اسم أم الأجراس. وذكر أن سبب التسمية يعود لوجود أجراس في قمته تقرع عند وجود خطر.

## الآثار
تقع على قمة التل بقايا غرف مبنية بحجارة سوداء وكذلك عثر على حجر يحمل صورة رأس ثور.